# 因娜·德里格拉佐娃
因娜·德里格拉佐娃（俄語：Инна Дериглазова，1990年3月10日—），生于庫爾恰托夫，俄罗斯女子击剑运动员，曾获得2012年夏季奥林匹克运动会女子团体花剑银牌、2016年夏季奥林匹克运动会女子个人花剑金牌和2020年夏季奥林匹克运动会女子团体花剑金牌。